# 朱器台盤
朱器台盤（しゅきだいばん）とは、藤原氏の家宝として歴代藤氏長者に継承されてきた朱塗りの台盤・什器のこと。
正月の大臣大饗（だいおう）の際に用いた。ただし任大臣大饗など略式の大饗の際には用いられない。
氏印・渡荘券文（、長者が管理する荘園「殿下渡領」の権利書）・蒭斤（、藤氏長者の御厩の秣を計量・管理するための秤）とともに継承される、藤原氏のレガリアであった。

## 概要
大饗と呼ばれる儀式的な酒宴は、テーブルである台盤と椅子を用いて主人と客が卓を囲む共同膳の様式であった。諸記録によれば、大饗の際に用いた朱器（朱塗りの食器・酒器）が長櫃4台に納められた。また朱器を置くための台盤が大きな物が5つありそれを含めて27個存在したとされている。紙背文書の『朱器大饗雑事』には尊者二人料として「朱漆三尺台盤」が4脚、公卿用の「朱漆四尺台盤」が12脚、少納言・弁官用の「朱漆四尺台盤」が4脚、上官料の「朱漆八尺台盤」が2脚あったという。器は朱塗り、台盤は上部が朱塗りで、下部は黒塗りであった。
伝承によれば、藤原冬嗣が勧学院に納めた物とされ、以後代々勧学院の別当を兼務した藤氏長者が所持していたとされている。この朱器が明確に摂関家の重宝として扱われたのは10世紀後半、藤原兼家以後のこととされる。『小右記』永延元年正月十九日条（987年）では、前年寛和2年（986年）6月24日に摂政・藤氏長者に就任した兼家が、正月大饗で朱器台盤を用いた記述がある。ただし『小右記』には「兼家が摂政就任時に朱器を渡されていなかった」という記述があり、それ以前の藤氏長者も継承していた可能性がある。また藤原道長の土御門殿が火災にあった際、「大饗朱器」を持ち出したという記述がある。道長は自らの立場を「大饗」に朱器を用いる存在であると認識しており、藤原実資もそれを肯定している。
後三条天皇の改革により、首班大臣による正月大饗が廃止されると、摂関家の大臣による正月大饗がクローズアップされるようになり、「朱器大饗」の語が頻繁に見られるようになる。また藤氏長者継承の際に、朱器台盤の継承が行われるようになったのは、藤原師実が継承した際と見られている。ただし『御堂御記抄』には道長が氏長者を継承した長徳元年（995年）に「持参朱器台盤等」という記述があり、この頃には継承に類似した儀礼があった可能性がある。
以降は朱器台盤は東三条殿や鴨院のような特定の場所に保管され、継承の際に持ち出され、吉書儀礼等とともに接受される儀式「朱器渡りの儀」が行われるようになった。久安6年（1150年）、藤原忠実が長男の関白藤原忠通を義絶して次男の藤原頼長を藤氏長者とした際に武士達に命じて強引に朱器台盤を頼長のもとに移した故事は良く知られている。
その一方で、藤原頼通以降の摂関の地位を巡る混乱から、御堂流の直系を自負する藤原忠実は道隆や教通が保持していた時期もある朱器台盤などのレガリアを保持し続けるだけでは、藤氏長者・摂関家の地位を継承するための正統性を維持することに不安を抱き、新たに頼通が創建した平等院の経蔵を開封検査する「宇治入り」を新たな就任儀礼として追加している。
鎌倉時代になると正月大饗はほぼ行われなくなった。建永元年（1206年）に行われた九条良経の大饗が唯一の朱器大饗である。朱器台盤がいつ頃まで存在したかは定かではないが、正応2年（1289年）4月21日の近衛家基への朱器渡りが確認できる最新の例である。